# Pedro Vial

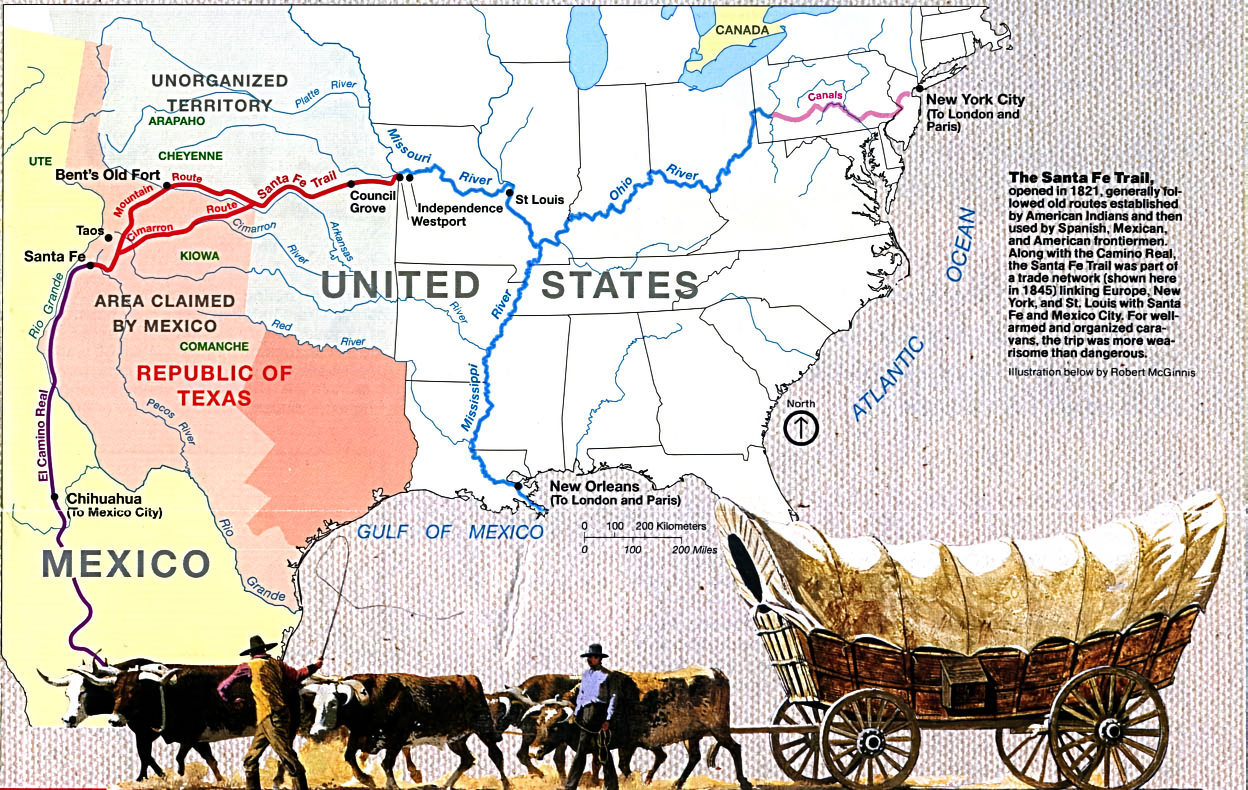
Mapa del Camino de Santa Fe, recorrido por vez primera por Vidal (1786-1787).

Pedro Vial, o Pierre Vial (Lyon, Francia, ca. 1746, —Santa Fe, Nuevo México, octubre de 1814), fue aventurero de origen francés, explorador y hombre de la entonces frontera del virreinato de la Nueva España que vivió entre los indios comanches y wichita durante muchos años. Más tarde trabajó para el gobierno español como pacificador, guía e intérprete. Exploró y abrió nuevas rutas a través de las Grandes Llanuras para conectar los asentamientos españoles y franceses en Texas, Nuevo México, Misuri y Luisiana, siendo el primer europeo conocido que cruzó la región desde San Antonio (hoy Texas) a Santa Fe (hoy Nuevo México), una vía que luego seguirá el Camino de Santa Fe.: 268–286 
También lideró tres expediciones españolas que intentaron, sin éxito, interceptar y detener la expedición de Lewis y Clark (1804-1806), la primera expedición terrestre estadounidense que partió desde la costa Este alcanzó la costa del Pacífico y regresó.

## Armero entre los indios

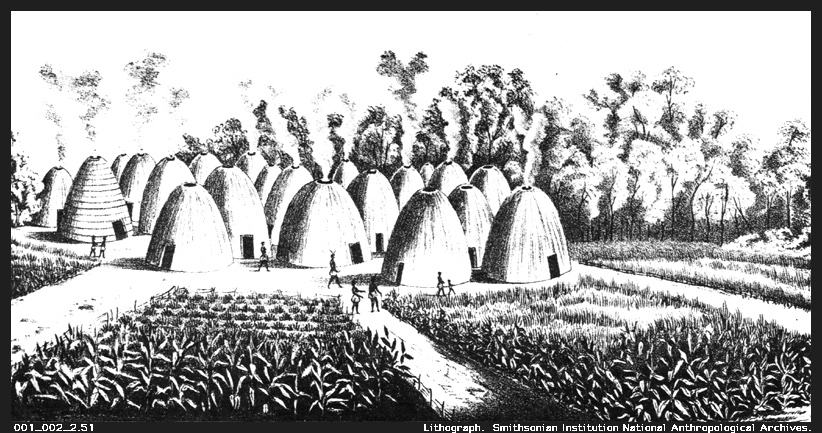
Los wichita, incluyendo la taovaya, vivían en casas con forma de colmena con pasto paja. Eran excelentes agricultores.

Nada se conoce de la vida de Vidal antes de 1779, cuando se sabe que visitó Natchitoches y Nueva Orleans, en la entonces Luisiana española. Fue descrito por las autoridades españolas como «armero... que vive habitualmente entre las naciones salvajes».: 264  En ese momento, ya había vivido durante varios años con los taovaya, una tribu de los wichita, en sus pueblos gemelos en el río Rojo en Fuerte Español (Texas) y en el hoy condado de Jefferson (Oklahoma). Vial hablaba francés y wichita y un vacilante español. Se comunicaba con los comanches en lengua wichita que muchos de ellos hablaban. Los españoles eran suspicaces sobre las actividades de Vial, un francés, y trataron sin éxito de impedir que viviese entre los indios.

## Misiones de paz

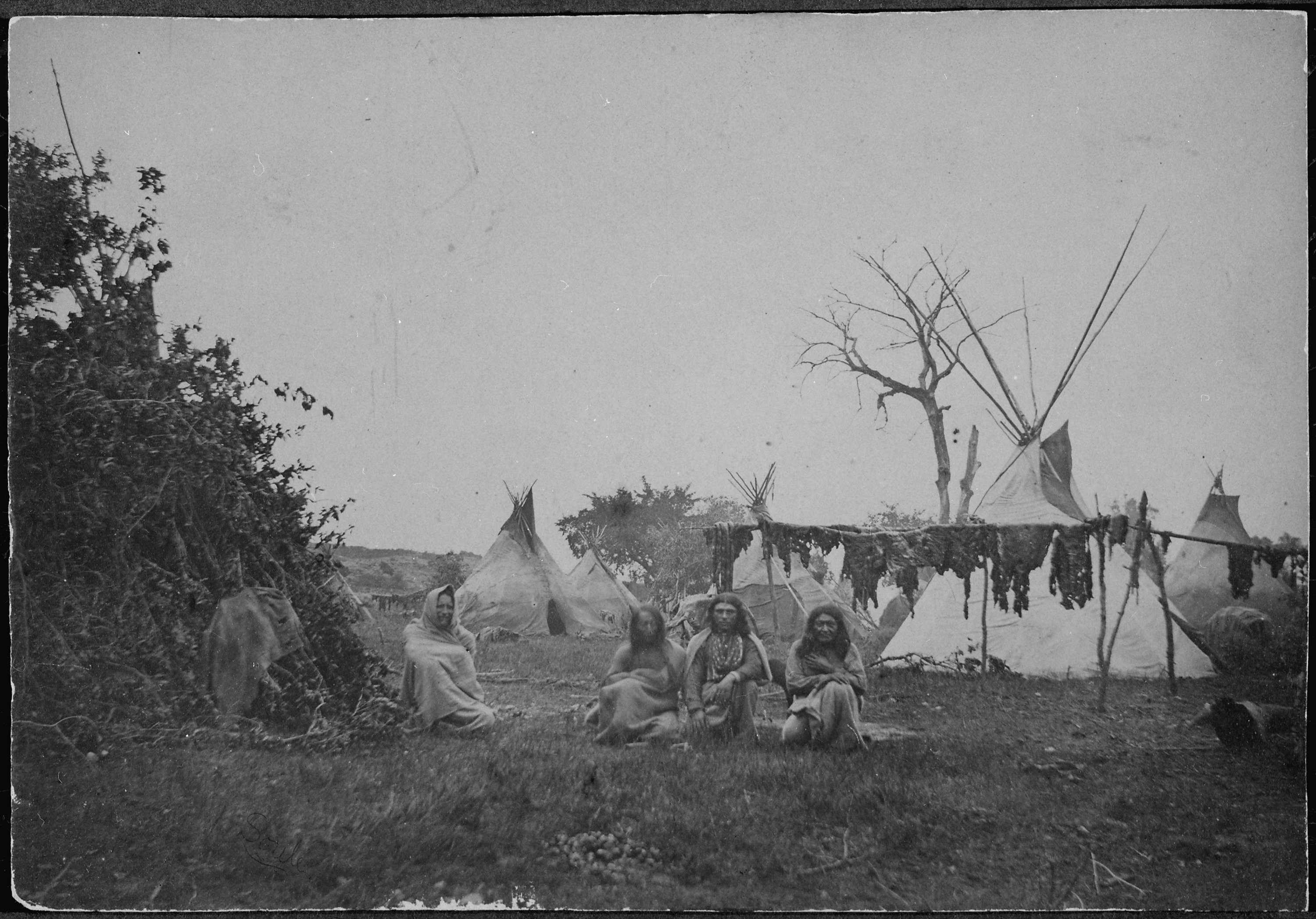
Los comanches estaban a menudo en guerra con las colonias españolas en Texas y Nuevo México. Eran nómadas que comerciaban con carne de búfalo con las tribus agrarias como los wichita y pueblo por productos agrícolas.

En otoño de 1784, Vial llegó a San Antonio, entonces la capital del Texas español, con una delegación de dos franceses y cuatro líderes wichita para mejorar las tensas relaciones entre los wichita y los españoles. Habiendo logrado eso, el gobernador español persuadió a Vial para que llevase a cabo una misión de paz con los comanches, que a menudo allanaban los asentamientos españoles en Texas. Vial seleccionó un joven español de 22 años de edad, Francisco Xavier Cháves (1762—1832) para que lo acompañara. Cháves, nacido en Nuevo México, había sido capturado por los comanches cuando tenía ocho años de edad y se había criado entre los wichitas y comanches, hablando ambas lenguas. En 1784, Cháves se había escapado de los wichitas y se había presentado a las autoridades españolas.: 27–28 
Vial y Cháves y dos sirvientes dejaron Natchitoches el 23 de julio de 1785 y viajaron a los pueblos gemelos de los taovaya en compañía de dos líderes taovaya. La partida llegó a los pueblos taovaya el 6 de agosto. La expedición de Vial para hacer la paz con los comanches obtuvo el apoyo de los taovaya y los wichita y viajaron hasta encontrar las diversas bandas de los comanches del Este (cuchanees o kotsoteka), en ese momento recientemente devastados por la viruela, en el pequeño río Wichita, cerca de la actual Wichita Falls (hoy Texas). Vial convenció a varios de los jefes comanche que lo acompañaran a San Antonio para entablar conversaciones de paz con el gobernador. Llegaron allí el 19 de septiembre y concluyeron un acuerdo de paz que duró, con lapsos ocasionales, durante unos 35 años.

## Abriendo nuevos caminos
Apoyándose en el acuerdo de paz con los comanches, Vial se ofreció para encontrar una ruta desde San Antonio a los asentamientos españoles en Nuevo México, dado que en ese momento no existía contacto directo entre los españoles de Texas y los de Nuevo México. El gobernador le ordenó también castigar a los taovaya por una incursión en la manada de caballos españoles en San Antonio. Vial y un acompañante, Cristóbal de los Santos, partieron de San Antonio el 4 de octubre de 1786, alcanzando los pueblos gemelos de los taovaya el 28 de diciembre. Después de advertir a los taovaya que su amistad con los españoles estaba en peligro, continuaron hacia el oeste, siguiendo aguas arriba el río Rojo e invernando entre los comanches cerca de Wichita Falls, Texas (hoy Texas). Continuaron en la primavera a través de lo que hoy es el panhandle de Texas, llegando a Santa Fe (hoy Nuevo México) el 26 de mayo de 1787, convirtiéndose así en el primer europeo en cruzar las Grandes Llanuras desde San Antonio a Santa Fe.: 268–286 
Los españoles en Santa Fe de inmediato enviaron una expedición de regreso a San Antonio, pero Vial se quedó en Santa Fe hasta el 24 de junio de 1788 cuando emprendió con varios compañeros otra travesía por las Grandes Llanuras, esta vez hasta Natchitoches, llegando el 20 de agosto. Una vez más, Vial se benefició de guías comanches. Desde Natchitoches, viajó a San Antonio de nuevo, y luego regresó a Santa Fe entrando el 20 de agosto de 1789, después de haber realizado un viaje de más de 4000 km).: 316–368 
En 1792, Vial recibió la orden de cruzar las Grandes Llanuras de nuevo, esta vez para abrir la comunicación entre Nuevo México y San Luis, Misuri. Salió de Santa Fe el 21 de mayo de 1792, acompañado por dos jóvenes. Al este del río Pecos, Vial se encontró con su antiguo compañero, Francisco Xavier Chaves, que se dirigía a Santa Fe para visitar a sus padres a quien no había visto desde que habías sido secuestrado por los comanches 22 años antes. Lo pasado pasado era y Chaves viajaba ahora con un grupo de comanches.: 372–373 
Vial siguió más o menos la ruta que más tarde será el Camino de Santa Fe en el cruce de las llanuras. Cerca del río Arkansas, en Kansas, el grupo de Vial se encontró con un grupo de indios kaw que les apresó, amenazando con matarles, y les llevó a su aldea a orillas del río Kansas. Allí, Vial fue rescatado por un comerciante francés y continuó su viaje en barco por el río Misuri hasta St. Louis, a donde llegó el 3 de octubre de 1792. Permaneció en St. Louis hasta el 14 de junio de 1793 a causa de las redadas de los osage que habían interrumpido las comunicaciones en el río Misuri. Vial regresó a Santa Fe siguiendo más o menos la misma ruta, visitando a los pawnee, y llegando a Santa Fe el 15 de noviembre de 1793.: 372–404 

## Persiguiendo a Lewis y Clark
En 1795, Vial, sospechoso de ser desleal a España, fue detenido en Santa Fe, pero pronto fue liberado y enviado de nuevo ante los pawnee para hacer la paz entre ellos y los comanches. Lo hizo, pero a su regreso a Santa Fe volvió a ser rearrestado. Se escapó y con la ayuda comanche hizo su camino a través de las Grandes Llanuras y se instaló los siguientes años en el área de St. Louis. Volvió a Santa Fe de nuevo en 1803 y fue indultado y le abonaron sus servicios.: 408–418 
Cuando los españoles se enteraron de que la expedición de Lewis y Clark estaba atravesando territorio reclamado por España, intentaron detener la expedición. Vial y otro hombre de la frontera francés, Jose Jarvet (Chalvert), condujeron una fuerza de 52 soldados, colonos españoles e indios pueblo para encontrar y arrestar a los estadounidenses. Salieron de Santa Fe el 1 de agosto de 1804 y el grupo de Vial llegó a un pueblo pawnee en el centro de la actual Nebraska, donde se enteraron de que Lewis y Clark ya habían pasado por allí, y que estaban a unos 160 km remontando el río Misuri. Vial no hizo ningún esfuerzo para atrapar a los estadounidenses, sino que regresó a Santa Fe el 5 de noviembre.
Al año siguiente, Vial y Jarvet con 100 hombres partieron de Santa Fe el 5 de octubre de 1805, siendo enviados de nuevo a buscar una alianza con las tribus indios de las llanuras para impedir el regreso de Lewis y Clark, que estaban en ese momento en el río Columbia, lejos, hacia el noroeste. Cerca de la actual Las Animas (Colorado), a orillas del río Arkansas, la partida de Vial fue atacado por un grupo de unos 100 guerreros indios, bien armados y montados, cuya persistencia causó que Vial volviera de regreso a Nuevo México. Vial no fue capaz de identificar la tribu o la lengua de los indios que lo atacaron, lo que dada su experiencia y conocimientos, es extraño.: 436 
El 19 de abril de 1806, Vial y Järvet partieron de Santa Fe hacia el norte con otra fuerza, esta vez de 300 hombres, para asegurar los tratados con las tribus de las Llanuras y frustrar los esfuerzos de los estadounidenses. La expedición fue pronto abandonada debido a las deserciones y Vial estaba de vuelta en Santa Fe el 30 de mayo.: 446–447 
Los españoles hicieron un último esfuerzo para interceptar al grupo de Lewis y Clark. En junio de 1806, el teniente  Facundo Melgares partió de Nuevo México con 600 hombres —105 soldados, 400 milicianos y 100 aliados indios— con el objetivo de hacer un tratado de paz con los pawnee y evitar las incursiones estadounidenses en lo que consideraban los españoles su territorio. Melgares dejó la mitad de sus hombres en el río Arkansas y procedió con los otros 300 hasta los pueblos pawnee en Nebraska. Aunque sus conversaciones con los pawnee aparentemente tuvieron éxito, éstos también asaltaron su caballada. Si Melgares hubiera continuado su viaje otros 160 km al este hasta el río Misuri él mismo hubiera podido interceptar la partida de Lewis y Clark en su viaje de regreso. La expedición de Melgares fue la fuerza militar más grande jamás enviada por los españoles a las Grandes Llanuras. Melgares estaba de regreso en Nuevo México en noviembre de 1806.: 445 

## Últimos años
Vial, que ahora era conocido como Old Vial [Viejo Vial] aparentemente aceptó el gobierno de los estadounidenses tras la compra de la Luisiana en 1803. El 14 de septiembre de 1808, Meriwether Lewis, entonces gobernador del nuevo Territorio de Luisiana, le concedió una licencia para trampear y cazar en el río Misuri. También continuó sirviendo a los españoles en Nuevo México como intérprete y guía. El 2 de octubre de 1814, Vial firmó su testamento en Santa Fe, indicando que no tenía ni esposa ni hijos, y dejando sus escasas pertenencias a Maria Manuela Martin. Es de suponer que murió poco después.: 535–540 
Pedro Vial fue el primer europeo en hacer «el primer viaje por tierra desde San Antonio a Santa Fe; el hombre que hizo el primer viaje por tierra desde Santa Fe a Natchitoches, el hombre que hizo el primer tránsito del Camino de Santa Fe entre Santa Fe y St. Louis». Fueron, sin embargo, los Estados Unidos y no los españoles los que más se beneficiaron de sus exploraciones. El historiador, Abraham P. Nasatir lo llamó «el más grande hombre de la frontera de todos ellos».: x, 540 
Es posible que los viajes de Vial fueran aún más extensos que los registrados. En 1787, él dio un mapa de «territorios transitados por Pedro Vial» a las autoridades españolas. Representa con bastante exactitud la zona desde el río Misisipi hacia el oeste hasta las Montañas Rocosas, incluyendo el río Misuri. Es el primer mapa conocido que representa las tres bifurcaciones (Three Forks) de la parte alta del río Misuri en Montana, descubrimiento de que se suele atribuir a Lewis y Clark en 1805. El mapa representa las tres bifurcaciones situadas aproximadamente en su ubicación correcta a unas 1100 km al norte de Santa Fe.: 382–386, mapa siguiente página 290 